# Немертодерматиды
Немертодерматиды (лат. Nemertodermatida) — класс (по другим источникам — отряд) животных из подтипа ацеломорф (Acoelomorpha) типа ксенацеломорф (Xenacoelomorpha). Включает примерно 18 видов микроскопических морских бентосных червей. Состоит в близком родстве с бескишечными турбелляриями (Acoela).

## Описание
Длина тела немертодерматид составляет от 150 мкм (молодые особи) до 1 см. Тело цилиндрическое, каплевидное или нитевидное, как правило, с округлыми концами. Большинство представителей бесцветны, однако некоторые виды целиком красные или имеют красную полосу на спинной стороне тела. В эпидермисе некоторых представителей (например, Meara stichopi и Nemertoderma westbladi) живут эндосимбиотические бактерии.
Как и у бескишечных турбеллярий, у немертодерматид под эпидермисом залегает характерная сеть корешков ресничек. У основания реснички имеют типичный состав «9 × 2 + 2» (две микротрубочки в центре и девять дуплетов микротрубочек по окружности), однако ближе к концу аксонемы дуплеты микротрубочек 8 и 9 становятся синглетами, из-за чего конец реснички сужается. Эпидермис многослойный, причём ядра клеток эпидермиса не вынесены под слой мускулатуры. Отмирающие клетки эпидермиса заменяются необластами (стволовыми клетками) из паренхимы, заполняющей полость тела. Поверх эпидермиса залегает хорошо выраженный гликокаликс. Под эпидермисом находится слой внеклеточного матрикса. Базальная мембрана выражена плохо. На переднем конце тела открываются фронтальная железа и несколько шейных желёз. Сперматозоиды немертодерматид, в отличие от бескишечных турбеллярий, одножгутиковые, как и у остальных Metazoa, однако они несколько модифицированы, вероятно, в связи с внутренним оплодотворением. Два семейства в составе Nemertodermatida, Nemertodermatidae и Ascopariidae, отличаются особенностями ультраструктуры сперматозоидов. Как и бескишечные турбеллярии, немертодерматиды имеют орган равновесия — статоцист, однако, в отличие от них, он содержит два статолита, а не один. Нервная система Nemertodermatida залегает в эпидермисе и не имеет общего плана и устроена по-разному у разных видов. Например, у примитивных представителей класса нервная система представлена двумя кольцевидными коннективами, продольными нервными тяжами и базиэпителиальным нервным плексусом. У немертодерматид имеется кишка, выстланная эпителием и снабжённая пищеварительными железами, однако просвет кишки довольно узок.
Как у бескишечных турбеллярий, у немертодерматид имеет место дуэтное дробление, однако оно начинается как радиальное, присущее вторичноротым. Далее микромеры немного смещаются по часовой стрелке, давая спиральный паттерн.

## Распространение
Исключительно морские микроскопические черви, населяющие бентос или эпибентос в песчаных или илистых донных отложениях. Один вид — Meara stichopi — обитает в кишечнике голотурий.

## Филогения
Родственные связи немертодерматид были предметом споров с момента открытия первого вида, описанного немецким гельминтологом Отто Штайнбёком в 1930 году. Он отнёс немертодерматид к плоским червям и на основании морфологии заключил, что новая группа червей, возможно, близка к предкам плоских червей. В 1937 году Эйнар Вестблад отнёс немертодерматид к группе бескишечных турбеллярий, которая в то время имела ранг отряда в составе типа плоских червей. Однако бескишечные турбеллярии и немертодерматиды имеют много морфологических отличий, и в 1940 году Karling выделил Nemertodermatida из состава Acoela. Ультраструктурный анализ показал, однако, что бескишечные турбеллярии и немертодерматиды имеют одинаково организованную систему корешков ресничек, на основании чего в 1985 году Ehlers предложил объединить их в тип ацеломорф (Acoelomorpha).
Молекулярный анализ немертодерматид привёл к спорным результатам. Проведённый в 1987 году анализ генов рРНК вида Nemertinoides elongatus отнёс немертодерматид к рабдитоформным плоским червям. Однако анализ последовательностей рДНК большего числа видов выделил немертодерматид в рано выделившуюся кладу двусторонне-симметричных животных, обособившуюся ещё до разделения первичноротых и вторичноротых. По данным этого анализа, немертодерматиды не являются ни плоскими червями, ни сестринской группой бескишечных турбеллярий. Обособленное положение немертодерматид позже было подтверждено анализом нескольких ядерных белок-кодирующих генов. Однако первый филогеномный анализ, проведённый в 2009 году, подтвердил выделение типа ацеломорф, состоящего из бескишечных турбеллярий и немертодерматид и сестринского к Nephrozoa — группе, включающей всех остальных двусторонне-симметричных. Однако второй филогеномный анализ (2011 год) вновь упразднил ацеломорф и отнёс немертодерматид к вторичноротым животным. Последующие исследования показали, что немертодерматиды, бескишечные турбеллярии и ксенотурбеллиды (Xenoturbellida) составляют тип ксенацеломорф (Xenacoelomorpha), сестринский по отношению к кладе, включающей всех остальных двусторонне-симметричных животных (Nephrozoa).

## Классификация
Ниже представлена классификация класса Nemertodermatida по состоянию на 2018 год согласно базе данных WoRMS.
- Семейство Ascopariidae Sterrer, 1998
  - Род Ascoparia Sterrer, 1998
    - Ascoparia neglecta Sterrer, 1998
    - Ascoparia secunda Sterrer, 1998

  - Род Flagellophora Faubel & Dörjes, 1978
    - Flagellophora apelti Faubel & Dörjes, 1978
- Семейство Nemertodermatidae Steinbock, 1930
  - Род Meara Westblad, 1950
    - Meara stichopi Westblad, 1949

  - Род Nemertinoides Riser, 1987
    - Nemertinoides elongatus Riser, 1987
    - Nemertinoides glandulosum Meyer-Wachsmuth, Curini Galletti & Jondelius, 2014
    - Nemertinoides wolfgangi Meyer-Wachsmuth, Curini Galletti & Jondelius, 2014

  - Род Nemertoderma Steinboeck, 1930
    - Nemertoderma bathycola Steinböck, 1930
    - Nemertoderma westbladi (Westblad) Steinbock, 1938

  - Род Sterreria Lundin, 2000
    - Sterreria boucheti Meyer-Wachsmuth, Curini Galletti & Jondelius, 2014
    - Sterreria lundini Meyer-Wachsmuth, Curini Galletti & Jondelius, 2014
    - Sterreria martindalei Meyer-Wachsmuth, Curini Galletti & Jondelius, 2014
    - Sterreria monolithes Meyer-Wachsmuth, Curini Galletti & Jondelius, 2014
    - Sterreria papuensis Meyer-Wachsmuth, Curini Galletti & Jondelius, 2014
    - Sterreria psammicola Sterrer, 1970
    - Sterreria rubra Faubel, 1976
    - Sterreria variabilis Meyer-Wachsmuth, Curini Galletti & Jondelius, 2014
    - Sterreria ylvae Meyer-Wachsmuth, Curini Galletti & Jondelius, 2014